# 冯幸耘
冯幸耘（1947年9月—），原名冯幸运，女，天津市河北区人，中华人民共和国政治人物，民革中央委员，民革天津市委常委、民革天津市河北区委员会主委，天津市河北区政协专职副主席，第十届、第十一届全国政协委员。相声演员冯巩的姐姐。

## 生平
中华人民共和国时期，冯幸耘的父亲冯海岗被打成“黑五类”。1966年，19岁的冯幸耘高中毕业后，到甘肃生产建设兵团支边。在甘肃的18年中，历任连队通讯报道员、人民教师、库管员、会计。她还将自己的名字改为“冯幸耘”。后来她到陕西咸阳市卫生学校工作。1985年加入民革。1988年当选陕西省政协委员。1991年，冯幸耘回到天津，先在天津市河北区房管局任职，后调到河北区政协任职。1992年当选天津市政协委员。2003年当选第十届全国政协委员。

## 家庭
冯幸耘有两个孩子。大儿子在北京工作，小女儿在上海定居。